# Montagoudin
Montagoudin é uma comuna francesa na região administrativa da Nova Aquitânia, no departamento da Gironda. Estende-se por uma área de 3,33 km². Em 2010 a comuna tinha 182 habitantes (densidade: 54,7 hab./km²).